# 宇宙霊魂
宇宙霊魂（うちゅうれいこん、希: ψυχή κόσμου, 羅: Anima mundi）は、宇宙は全体としてひとつの魂を有する活きものであり、その魂は宇宙に遍在する原理的なものとなっているという考えに基づく概念である。世界霊魂（せかいれいこん）とも。

## 概説
いくつかの思想体系では、地球上の生きとし生けるもの全ては本質的につながっているとされ、魂が人の体につながっているように宇宙の魂/生命は宇宙とつながっていると考えられた。この思想はプラトンの『ティマイオス』から始まり、ほとんどのネオプラトニズムの体系において重要な構成要素であった。
プラトンの考えた宇宙霊魂は、身体の中に魂があるのではなく、逆に魂の中に身体があるのだというように定式化される。また、ネオプラトニストのプロティノスは時間の中に空間があると考えており、プロティノスの考える時間はこの宇宙霊魂にぴったり符合する。
中世にはピエール・アベラールがプラトンの世界霊魂の思想を聖霊の隠喩として解釈した。アベラールはキリスト教の観点から、世界霊魂の思想を真面目に取り扱わなかった。
ストア派は宇宙霊魂が世界で唯一の生命力だと信じていた。同様の概念は東洋哲学でもバラモン教のブラフマン-アートマンで述べられている。さらに、中国の陰陽家や道家、宋明理学でも気がこれに相当する。
似た概念はパラケルススのようなヘルメス主義哲学者や、バールーフ・デ・スピノザ、ゴットフリート・ライプニッツ、フリードリヒ・シェリングに見いだされる。さらに、1960年代からジェームズ・ラブロックらが進めてきたガイア理論もこれと類似した思想である。

## 関連文献
- 根占献一、伊藤弘明、伊藤和行、加藤守通『イタリア・ルネサンスの霊魂観』（新装版）三元社、2013年（原著1995年）。
- 熊田陽一郎「姉なる魂 宇宙霊」『宗教への問い3 「私」の考古学』坂口ふみ・小林康夫・西谷修・中沢新一［編集］、岩波書店、2000年。
- 酒井健『「魂」の思想史』筑摩書房〈筑摩選書〉、2013年。